# Mundka
Mundka là một thị trấn thống kê (census town) của quận West thuộc bang Delhi, Ấn Độ.

## Nhân khẩu
Theo điều tra dân số năm 2001 của Ấn Độ, Mundka có dân số 43.898 người. Phái nam chiếm 56% tổng số dân và phái nữ chiếm 44%. Mundka có tỷ lệ 68% biết đọc biết viết, cao hơn tỷ lệ trung bình toàn quốc là 59,5%: tỷ lệ cho phái nam là 75%, và tỷ lệ cho phái nữ là 59%. Tại Mundka, 16% dân số nhỏ hơn 6 tuổi.